# Hôtel de Bourgogne (Paris)
Pour les articles homonymes, voir Hôtel de Bourgogne.

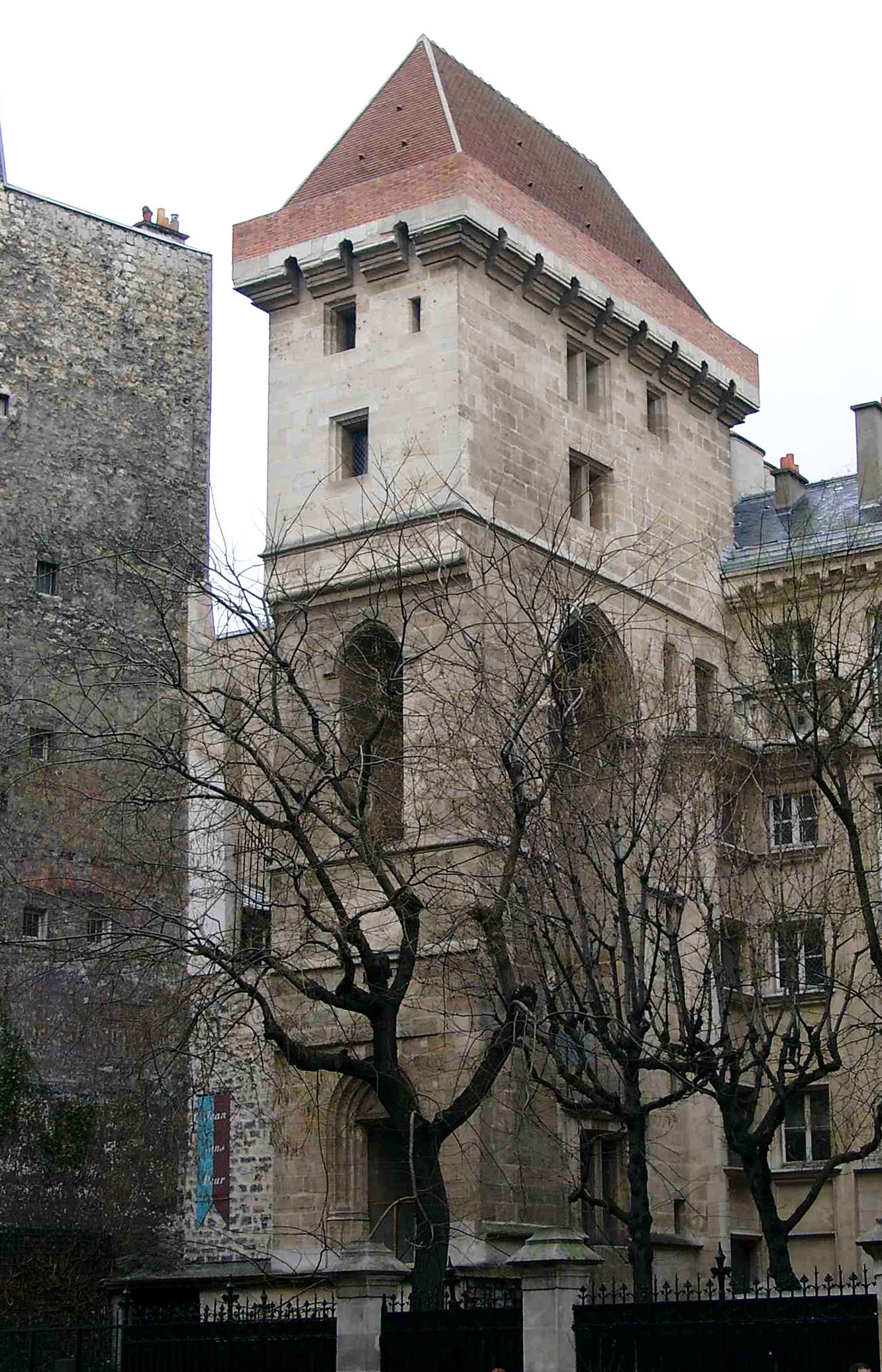
Tour Jean-sans-Peur.

L’hôtel de Bourgogne, ou hôtel d'Artois, a été jusqu'au XVIe siècle la résidence des ducs de la seconde maison capétienne de Bourgogne à Paris. Il a abrité ensuite l'un des principaux théâtres parisiens du XVIe au XVIIIe siècle. La tour Jean-sans-Peur, rue Étienne-Marcel, dans le 2e arrondissement de Paris, en est le seul vestige aujourd'hui.

## Historique

### L'Hôtel princier

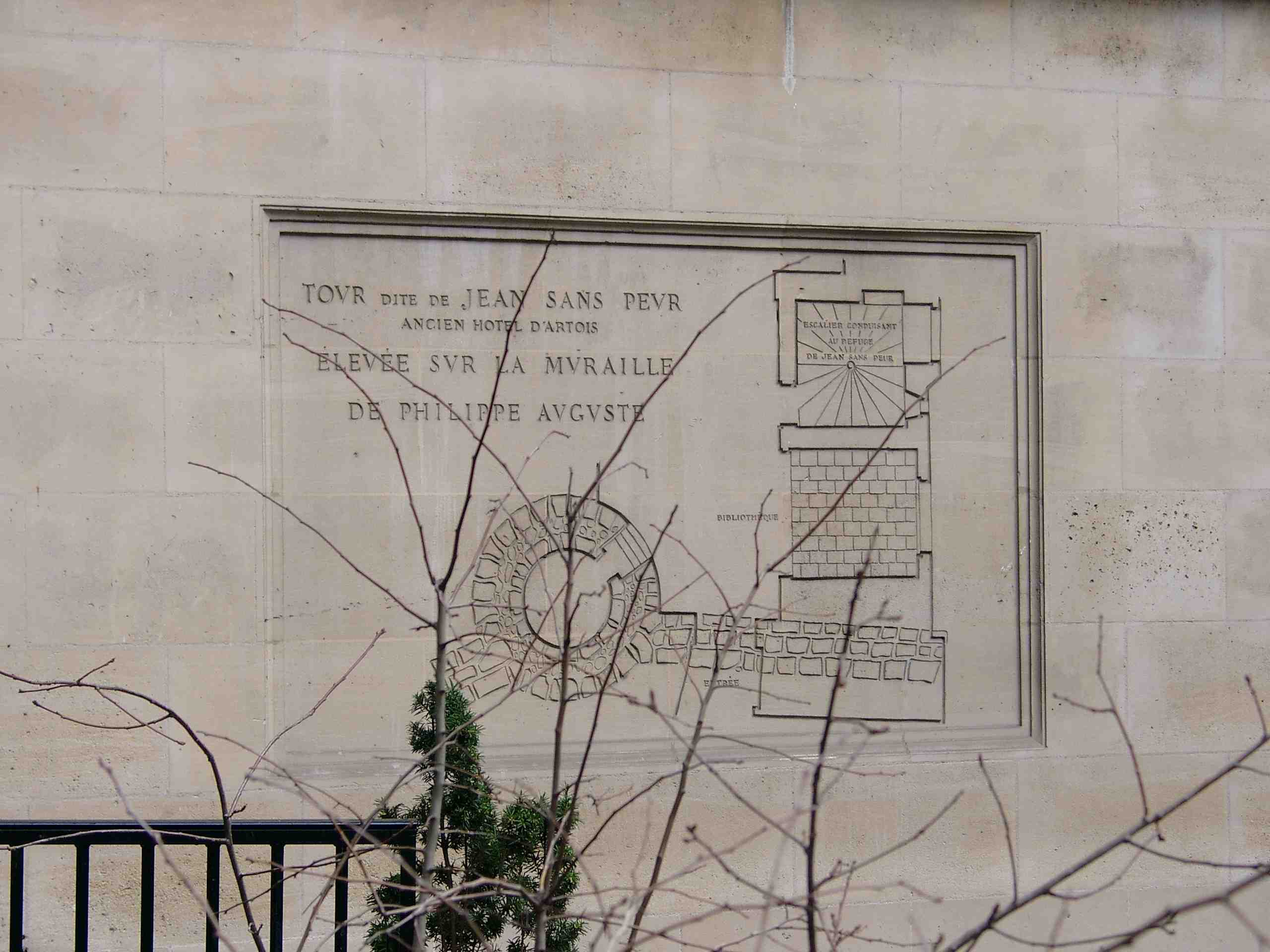
Plan de l’hôtel de Bourgogne.

La résidence des ducs de Bourgogne à Paris se trouvait à l'origine sur la montagne Sainte-Geneviève (rue des Sept-Voies, rue Valette depuis 1880). En 1412, les héritiers de Guy de Roye achètent, au comte de Nevers, le bâtiment de l'ancien hôtel de Bourgogne sur la montagne Sainte-Geneviève, pour y fonder le collège de Reims.
Philippe le Hardi, duc de Bourgogne, frère du roi de France Charles V, possédait un hôtel proche du Louvre, en bordure de la paroisse Saint-Germain l'Auxerrois. Il semble qu'il ait conservé cet hôtel, qui correspond peut-être à ce qui sera connu un peu plus tard comme hôtel de La Trémoille, durant tout le règne de son frère.
Marguerite de Flandre, à l'occasion de leur mariage, en 1369, lui apporte en dot l'hôtel d'Artois, appuyé à l'enceinte de Philippe Auguste. Il y fera entreprendre rapidement (au moins dès 1371) des travaux d'agrandissement et l'hôtel deviendra sa résidence principale à Paris.
Leur fils Jean Sans Peur construit l'actuel donjon Tour Jean Sans Peur à l'occasion de l'affirmation de son pouvoir dans la capitale.

### La salle de spectacles

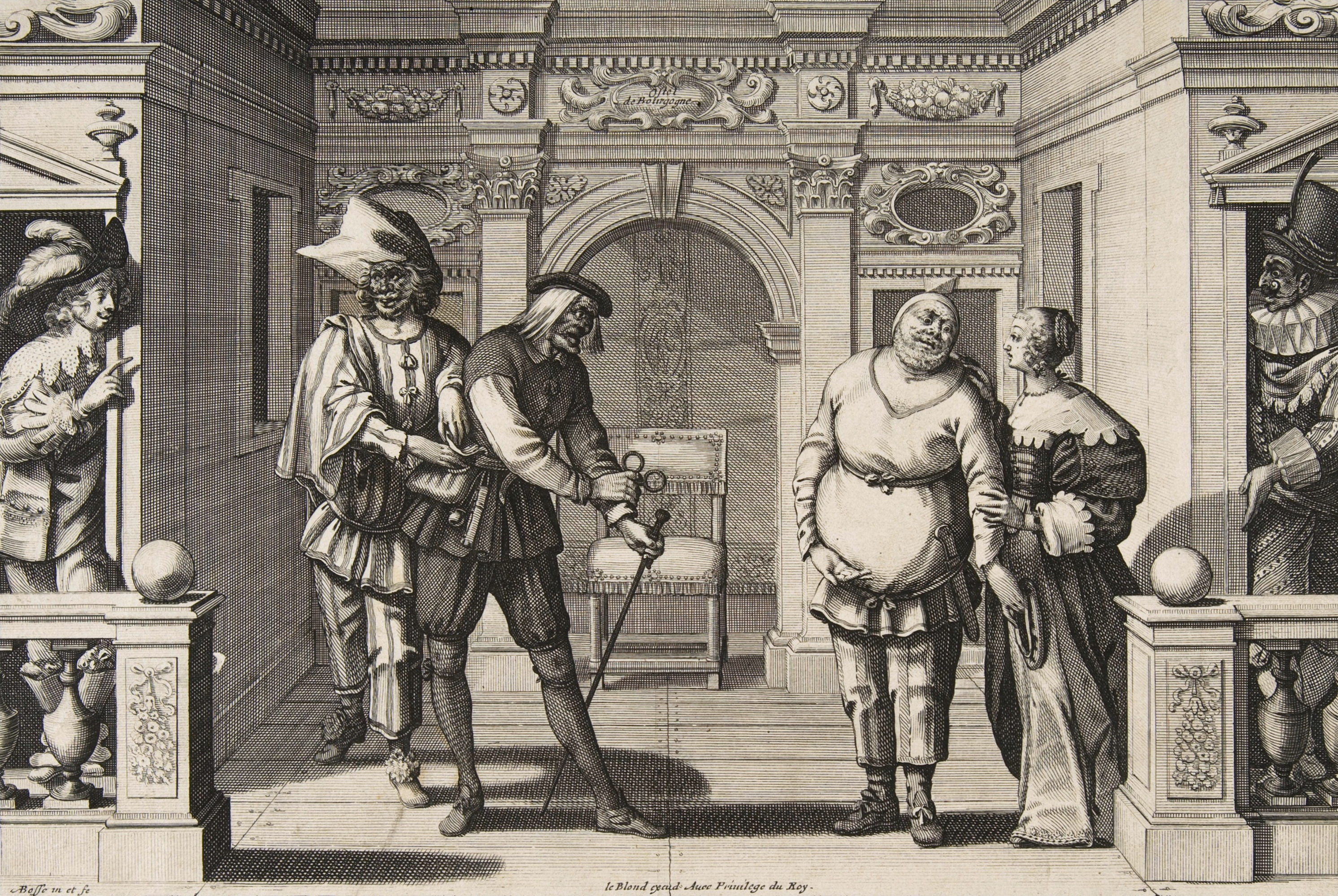
Les farceurs à l'hôtel de Bourgogne
(dont Turlupin, Gaultier-Garguille et Gros-Guillaume).

Le 30 août 1548, la Confrérie de la Passion et Résurrection de nostre Sauveur et Rédempteur Jésus-Christ, fondée par le roi Charles VI en décembre 1402, acquiert un terrain au lieu-dit l'hôtel de Bourgogne. Elle y construit la même année une salle de spectacles dont l'accès principal est rue Neuve-Saint-François, tandis qu'une seconde entrée, dite porte du parterre, s'ouvre sur la rue Mauconseil (partie aujourd'hui absorbée par la rue Étienne-Marcel), pour présenter des mystères. Mais un arrêt du Parlement défend à l’hôtel de Bourgogne de jouer des pièces religieuses ; en échange, les Confrères obtiennent le monopole des représentations théâtrales profanes sur Paris, et louent leur théâtre aux troupes itinérantes ; parmi elles, les Enfants-sans-Souci et la Confrérie des sots. À l'âge de neuf ans, Jean Baptiste Poquelin admirait le jeu des comédiens italiens.
Le séjour des Comédiens-Italiens imposés par Catherine de Médicis en 1577 et le dynamisme des autres troupes obligent celle de l'hôtel de Bourgogne à se professionnaliser et à défendre son privilège. En 1599, les « Comédiens ordinaires du Roy » créés par Valleran Le Conte (avec notamment Gros-Guillaume et l'une des premières comédiennes françaises, Rachel Trepeau), prennent possession de la salle ; ils la partagent à partir de 1600 avec les Gelosi, première troupe italienne en résidence qui rencontre un énorme succès, suivie par plusieurs autres troupes italiennes dont celle des Comici fedeli entre 1610 et 1623.
La troupe des Comédiens s'étoffe rapidement, accueillant notamment Pierre Le Messier dit Bellerose, Henry Legrand dit Turlupin, Hugues Guéru dit Gautier-Garguille et les comédiens de l'Hôtel d'Argent dont les représentations avaient été interdites.

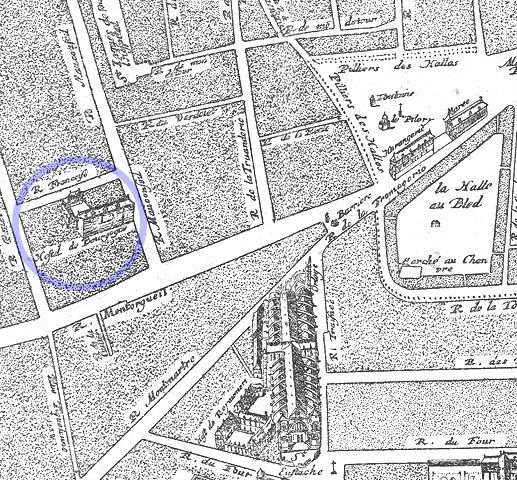
L'hôtel de Bourgogne sur le plan de Paris de Jacques Gomboust (1652).

La création de la troupe du théâtre du Marais en 1634 crée une concurrence directe à celle de l'Hôtel de Bourgogne. En 1642, ordre est donné par le roi de renforcer la « troupe des Grands Comédiens de l’Hôtel de Bourgogne » en y transférant six comédiens du Marais. Floridor, qui vient lui aussi du Marais, prend la succession de Bellerose en 1647 et fait rénover le théâtre. Le répertoire, composé des farces de Turlupin et Gautier-Garguille, ainsi que des tragédies d'Alexandre Hardy ou Jean Rotrou, est enrichi des œuvres de Pierre Corneille, puis de Jean Racine, avec de grands interprètes tels que Montfleury et la Champmeslé.
En 1680, un édit de Louis XIV ordonne la fusion de la troupe avec celle du théâtre de Guénégaud, laquelle résultait déjà de la réunion en 1673 des comédiens du théâtre du Marais avec la troupe de l'Illustre Théâtre de Molière. C'est ainsi qu'est fondée une troupe unique et permanente : la Comédie-Française, sise à l'Hôtel Guénégaud.
La salle est alors dévolue à la Comédie-Italienne qui s'y produit avec succès jusqu'en 1697. L'annonce des représentations de La Fausse Prude, une pièce qui visait directement Madame de Maintenon, sert cette année-là de prétexte à Louis XIV pour chasser les comédiens impudents, qui doivent fermer leur théâtre le 14 mai. Ils reviennent à Paris après la mort du Roi en 1716 et profitent de la protection du duc d'Orléans pour reprendre leurs représentations, sous la direction de Luigi Riccoboni, dans une salle entièrement rénovée. Pourvu d'une rente annuelle de 15 000 livres, ils enrichissent leur répertoire au fil des ans en abordant le répertoire lyrique, rivalisant dès lors avec la troupe de l'Opéra-Comique de Jean Monnet. Cette concurrence débouche sur une fusion des deux troupes en 1762 sous le seul nom de Comédie-Italienne. Mais à la suite d'un arrêté de 1779 interdisant les comédies en italien, l'appellation Opéra-Comique lui est substituée. Les artistes français étaient désormais en majorité, les derniers comédiens italiens sont renvoyés chez eux.
À l'étroit, l'Opéra-Comique inaugure sa nouvelle salle construite par l'architecte Jean-François Heurtier sur l'emplacement de l'hôtel du duc de Choiseul (IIe arrondissement) le 28 avril 1783 baptisée théâtre Favart puis Opéra-Comique National. L'Hôtel de Bourgogne est quant à lui abandonné et transformé en halle aux grains, avant d'être démoli en 1885 pour permettre le percement des rues rue Étienne-Marcel et Turbigo. Une plaque est apposée en mémoire du lieu à l'angle des rues Étienne-Marcel et Française.
La scène du théâtre de l'hôtel de Bourgogne était moins large que profonde (14 mètres de profondeur). La salle était fortement allongée et les prix des places pouvaient varier de 15 sols pour le parterre à 60 sols (3 livres) pour une première loge ou une banquette sur scène.

## Dans la culture populaire
- Le premier acte de Cyrano de Bergerac, d'Edmond Rostand, se déroule en 1640 dans l'hôtel de Bourgogne.
- En 1990, les premières scènes de Cyrano de Bergerac, film de Jean-Paul Rappeneau, sont tournées dans l’hôtel de Bourgogne reconstitué d’après des documents anciens.
- En 2015, une équipe de l'émission Secrets d'Histoire a tourné plusieurs séquences à l'hôtel dans le cadre d'un numéro consacré à Giacomo Casanova, intitulé Casanova, l'amour à Venise, diffusé le 20 octobre 2015 sur France 2[6].

### Sources
- Antoine Adam, Histoire de la littérature française au XVIIe siècle, t. I, Paris, Albin Michel, 1997 (1re éd. 1948) (ISBN 2-226-08910-1).
- Arnaud Alexandre, « Les Hôtels princiers », dans Frédéric Pleybert, Paris et Charles V, arts et architecture, Paris, Action artistique de la ville de Paris, 2001 (ISBN 2-913246-29-X).
- Philippe Chauveau, Les Théâtres parisiens disparus (1402-1986), éd. de l'Amandier, Paris, 1999  (ISBN 2-907649-30-2)
- André Degaine, Histoire du théâtre dessinée, Nizet, 1992 (ISBN 978-2-7078-1161-5).
- Henri Lacaille, Étude sur le Collège de Reims à Paris, 1412-1763, in Travaux de l'Académie de Reims, CIV, 1897-98  — tiré à part : Reims : Imp. de l'Académie, 1899, 182 p.